# Vitaliano
Vitaliano (Segni, ¿?-Roma, 27 de enero de 672) fue el papa 76.º de la Iglesia católica de 657 a 672. Es considerado santo por los católicos, siendo su fiesta el 27 de enero.
Al iniciar su pontificado, intentó un acercamiento con Oriente intercambiando cartas tanto con el emperador bizantino Constante II como con Pedro, patriarca de Constantinopla y seguidor declarado de la doctrina monotelista, que en esos momentos se encontraba en su mayor apogeo.
Estos contactos permitieron una normalización de las relaciones entre Roma y Constantinopla que culminaron con la visita que, aprovechando su campaña militar contra los lombardos, realizó el emperador a Roma en 663, donde fue recibido con honores cuasi-religiosos.
Sin embargo, cuando Constante abandonó Roma, permitió que sus tropas saquearan la ciudad, obteniendo un botín entre el que se encontraba el bronce de la cúpula del Panteón.
Este repentino cambio de actitud continuó con el apoyo que el emperador, buscando debilitar al papa en Italia, prestó a Mauro, obispo de Rávena, en sus pretensiones de independizarse de Roma, y que llevó al pontífice a excomulgar al obispo y a este a excomulgar al propio papa. Rávena se mantuvo independiente de Roma en lo eclesiástico durante los siguientes diez años.
A la muerte de Constante II, su hijo y sucesor Constantino IV empieza a apartarse del monotelismo defendido por sus predecesores. Este cambio de actitud viene motivado tanto por la conquista por parte de los árabes de los territorios bizantinos en los que el monotelismo estaba más extendido (Egipto y Norte de África), como por el apoyo que Vitaliano había prestado a Constantino IV en su disputa por el trono con su rival Merecio.
En el aspecto litúrgico, fue el papa que autorizó el uso del órgano en las ceremonias religiosas.